# SN 1996K
SN 1996K – supernowa typu Ia odkryta 20 lutego 1996 roku w galaktyce A082443-0021. W momencie odkrycia miała maksymalną jasność 23,00m.